# Susan Sloan
Pour les articles homonymes, voir Sloan.
Susan Estelle Sloan, née le 5 avril 1958 à Stettler, est une nageuse canadienne.

## Carrière
Susan Sloan débute la natation à l'âge de 9 ans. À l'âge de 18 ans, elle fait partie du relais canadien médaillé de bronze en 4 × 100 mètres quatre nages aux Jeux olympiques de 1976 se tenant à Montréal. Aux championnats du monde 1978, elle remporte une médaille de bronze en relais 4 × 100 mètres nage libre.